# ニック・クラール
ニック・クラール（Nick Krall）は、MLBのシンシナティ・レッズのゼネラルマネージャー （GM）（2018年5月 - ）。

## 来歴
ペンシルベニア州ヨーク郡ヨーク生まれ。2001年にオークランド・アスレチックスのフロント入りし、2年間野球部門で従事する。
2003年にはシンシナティ・レッズに移籍し、スカウトを務める。2008年オフには野球部門のアシスタントディレクター、2014年オフに野球部門のシニアディレクターなどを歴任した後、2015年のオフにGM補佐に就任した。2018年には、GMのディック・ウィリアムズが野球部門に就任するのに伴ってGMに昇格し、レッズのチーム再建の先頭に立つ立場となった。